# Sandvikens naturreservat, Västergötland
Sandviken är ett naturreservat i Mariestads kommun i Västergötland.

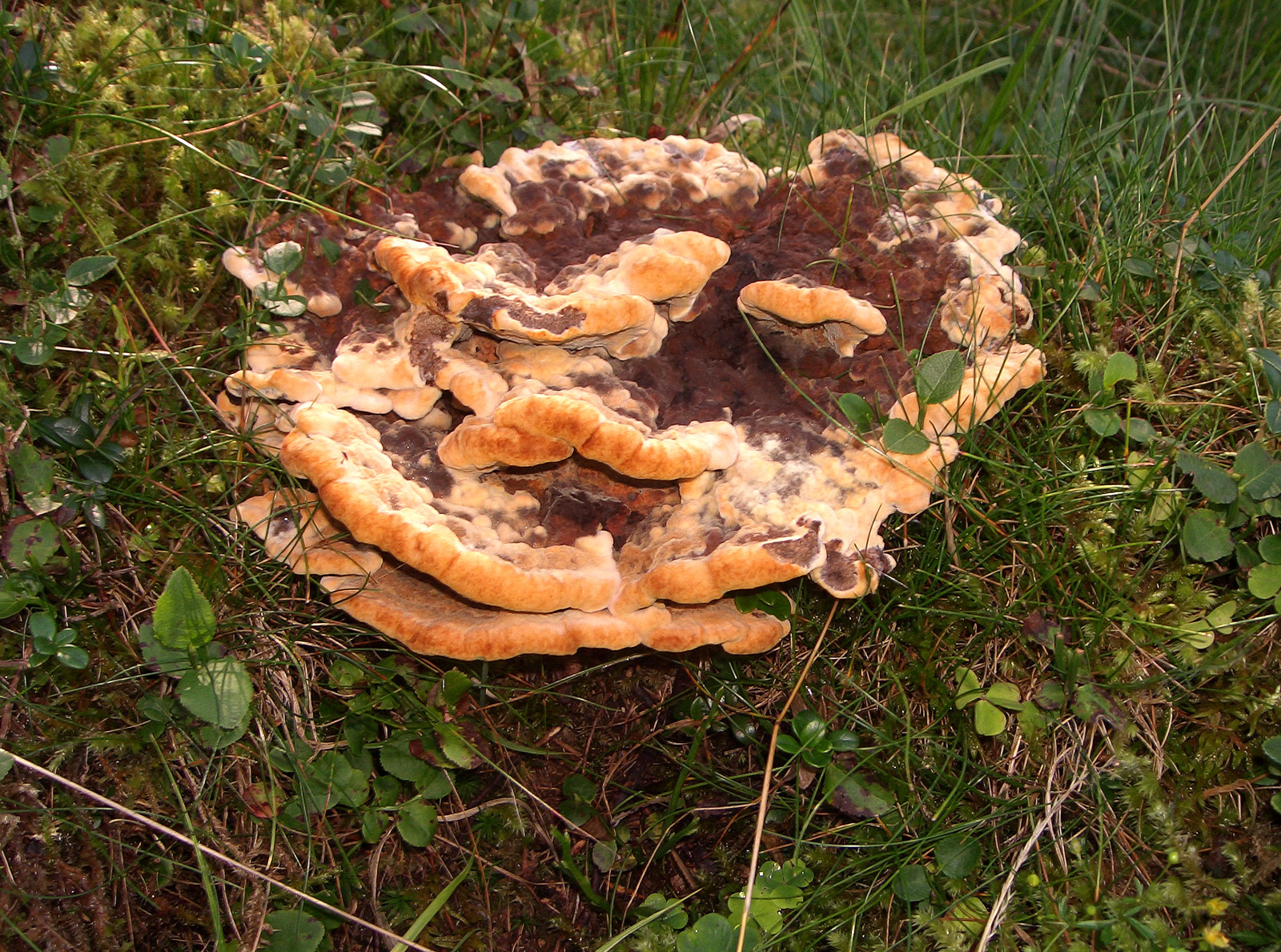
Grovticka

Reservatet är 45 hektar stort och skyddat sedan 2007. Det är beläget 4 km väster om Mariestad vid Vänerns strand.  
Området består till stor del av sand med flygsanddyner och strandvallar. I reservatet finns gammalt tall- och granbestånd. Lövträd dominerar två av de tre uddarna som löper ut i sjön Vänern. Genom området går en vandringsled som utgår från Mariestads centrum. Inom reservatet förekommer signalarterna tallticka och grovticka.